# Зои, Данкан, Џек и Џејн
Зои, Данкан, Џек и Џејн (енгл. Zoe, Duncan, Jack and Jane) амерички је тинејџерски ситком у коме главне улоге тумаче Селма Блер, Дејвид Москоу, Мајкл Розенбаум и Азура Скај. Емитовао се од 17. јануара 1999. до 1. јуна 2000. на телевизијском програму The WB, данас познатом под називом The CW.